# Fagerliåsen/Poverudbyen
Fagerliåsen/Poverudbyen este o localitate din comuna Lier, provincia Buskerud, Norvegia, cu o suprafață de 0,26 km² și o populație de 380 locuitori (2013).